# کلیسای مریم مقدس (تبریز)
کلیسای مریم مقدس یکی از کلیساهای مسیحیان تبریز است. کلیسای مریم مقدس بزرگترین و قدیمیترین کلیسای تبریز است و مراسم بزرگ ملی مذهبی کلیسای حواری ارمنی در این کلیسا برگزار می‌شود. این کلیسا در انتهای خیابان شریعتی (شهناز شمالی)، نبش میدان نماز واقع شده‌است.

## تاریخ

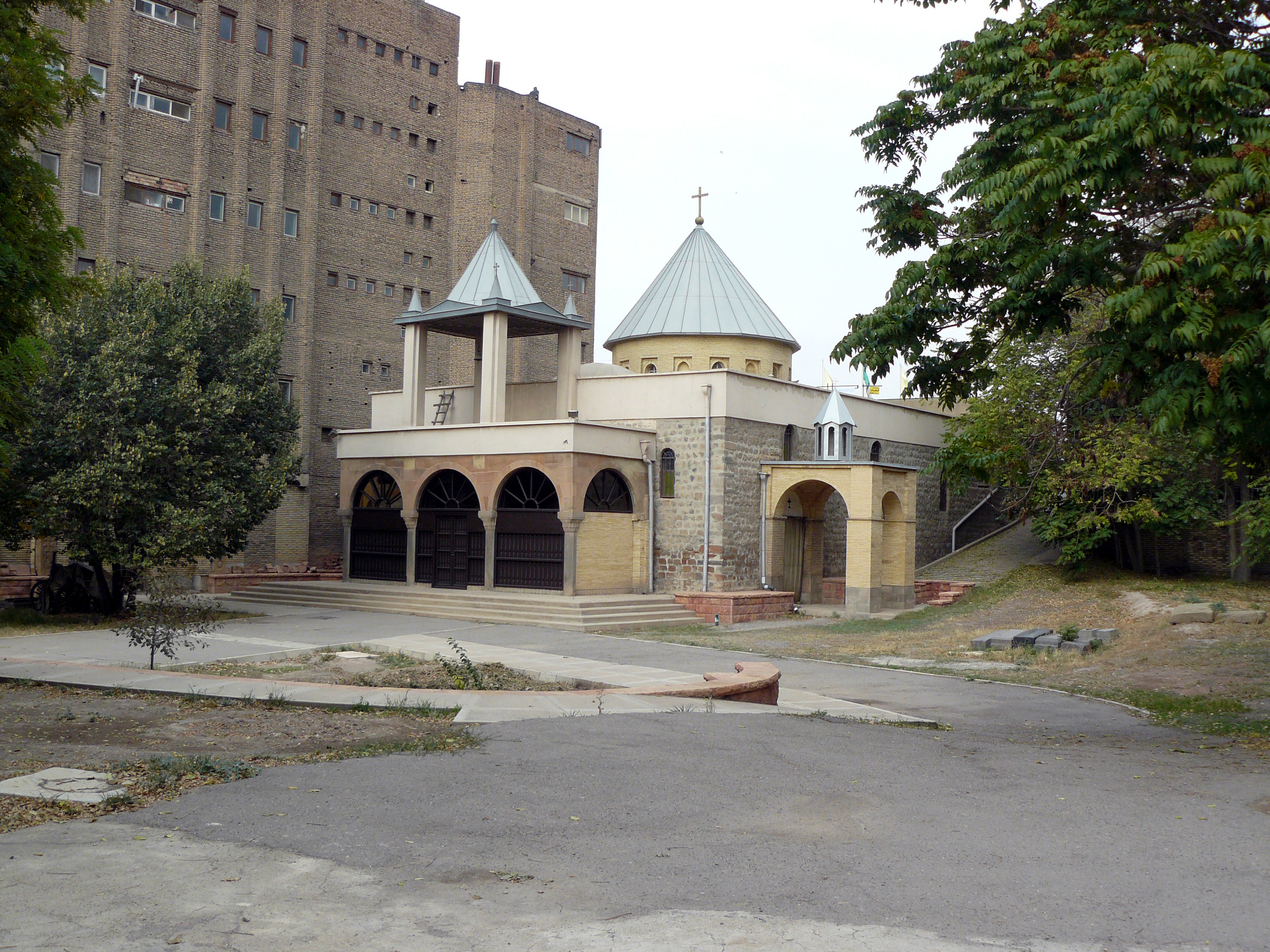

بنای اولیهٔ این ساختمان، بر طبق قدیمی‌ترین سنگ قبر موجود در آن، به حدود سال‌های ۸۷۹ تا ۹۷۹ خورشیدی (۱۵۰۰ تا ۱۶۰۰ میلادی) بازمی‌گردد. کلیسا دارای سردر سنگی است که با توجه به تزیینات، نوع قوس و ویژگی‌های معماری به کار رفته در آن می‌توان قدمت آن را به سده هفتم هجری (۱۲۰۰ تا ۱۳۰۰ میلادی) و هم دوره با حکومت ایلخانان مغول در ایران نسبت داد.
پس از زمین‌لرزه تبریز در ۱۱۵۸ خورشیدی (۱۷۸۰ میلادی)، با استناد به کتیبهٔ نصب شده در آن، در ۱۱۶۱ خورشیدی (۱۷۸۲ میلادی) به سبک دوران صفویه بازسازی شده‌است.
کلیسای مریم مقدس تبریز دارای حیاط مشجری است که نخستین چاپخانهٔ تبریز نیز در آن ساخته شده‌است. در ۱۲۶۷–۱۲۶۸ خورشیدی (۱۸۸۹ میلادی) به کوشش اسقف «استپانوس مختیاریان»، خلیفهٔ ارمنیان آذربایجان، یک دستگاه ماشین چاپ برای رفع نیازهای مدرسهٔ «آرامیان» تهیه شد.

## معماری کلیسا
کلیسای مریم مقدس تبریز به سبک معماری ارمنی ساخته شده. این شیوهٔ ساخت مربوط به سده‌های هفتم تا نهم میلادی در ارمنستان است. این بنا با داشتن مصالح و شیوه‌های ساخت متفاوت معرف چندین دورهٔ ساخت است؛ دیوارها و ستون‌های بنا از سنگ و آجر و طاق آن آجری است و نمای خارجی آن از سنگ نتراشیده و آهک، نما کاری شده‌است. پس از زلزله تبریز، این کلیسا به صورت کامل تخریب و به ویرانه‌ای تبدیل شد و کلیسای فعلی بر روی همان بنای قبلی و با استفاده از مصالح باقی‌مانده از آن بار دیگر، مطابق پلان اولیه اما به سبک صفویه ساخته شد. ساخت بنای مجدد کلیسا در ۱۱۶۱ خورشیدی (۱۷۸۲ میلادی)، آغاز و در ۱۱۶۴ خورشیدی (۱۷۸۵ میلادی)، پایان یافت.